# Зеленчик
Зеленчик (Chloropsis) — рід горобцеподібних птахів, єдиний у родині зеленчикових (Chloropseidae). Містить 11 видів.

## Поширення
Зеленчики поширені в Індо-Малайській області від Індії на схід до Філіппін.

## Опис
Невеликі птахи завдовжки 14-21 см та вагою 15-48 г. Тіло міцної статури, дзьоб конічний, довгий, ледь зігнутий, крила заокруглені, хвіст квадратний, ноги міцні. Оперення яскравого зеленого кольору на спині та зеленого або жовтого на череві. Крім того, у самців є чорні, сині та фіолетові кольори на лиці, горлі та крилах.

## Спосіб життя
Мешканці тропічних лісів. Всеїдні. Споживають фрукти, комах, дрібних безхребетних, нектар. Моногамні птахи. Чашоподібне гніздо будують між гілками дерев. У гнізді 2-3 яйця рожевого кольору. Насиджує самиця. Інкубація триває 14 днів. Самець підгодовує партнерку під час насиджування. Про пташенят піклуються обидвоє батьків.

## Таксономія
Спершу, зеленчиків об'єднували з йорами (Aegithina) та іренами (Irena) в родину Irenidae. Зараз всі три роди виокремлені у власні родини.

### Види
- Зеленчик золотолобий, Chloropsis aurifrons
- Зеленчик синьокрилий, Chloropsis cochinchinensis
- Зеленчик блакитновусий, Chloropsis cyanopogon
- Зеленчик філіппінський, Chloropsis flavipennis
- Зеленчик золоточеревий, Chloropsis hardwickii
- Зеленчик індійський, Chloropsis jerdoni
- Зеленчик борнейський, Chloropsis kinabaluensis
- Зеленчик суматранський, Chloropsis media
- Зеленчик палаванський, Chloropsis palawanensis
- Зеленчик великий, Chloropsis sonnerati
- Зеленчик синьолобий, Chloropsis venusta